# Ctenophthalmus pseudagyrtes
Ctenophthalmus pseudagyrtes är en loppart som beskrevs av Baker 1904. Ctenophthalmus pseudagyrtes ingår i släktet Ctenophthalmus och familjen mullvadsloppor.

## Underarter
Arten delas in i följande underarter:
- C. p. pseudagyrtes
- C. p. micropus